# Yūrt-e Zeynal
Yūrt-e Zeynal (persiska: يورت زينل, یورد زینب) är en ort i Iran.   Den ligger i provinsen Golestan, i den norra delen av landet, 400 km öster om huvudstaden Teheran. Yūrt-e Zeynal ligger 514 meter över havet och antalet invånare är 217.
Terrängen runt Yūrt-e Zeynal är kuperad åt sydväst, men åt nordost är den bergig. Runt Yūrt-e Zeynal är det ganska glesbefolkat, med 48 invånare per kvadratkilometer. Närmaste större samhälle är Kalāleh, 15,7 km norr om Yūrt-e Zeynal. I omgivningarna runt Yūrt-e Zeynal växer i huvudsak blandskog.